# Emily Cedeño
Emily Massiel Cedeño Coba (nacida el 22 de noviembre de 2003) es una futbolista panameña que juega como mediocampista del Tauro FC de la Liga de Fútbol Femenino de Panamá.

## Trayectoria

### Costa del Este FC
Debutó en la Liga de Fútbol Femenino en la  Torneo Clausura 2019 LFF, también disputó el Torneo Apertura 2019 LFF y el Torneo Edición 2020 LFF.

### Atlético Chiriquí
En el 2021 fue anunciada como nueva jugadora del Atlético Chiriquí en donde disputó el Torneo Apertura 2021 LFF y el Torneo Clausura 2021 LFF.

### CD Plaza Amador
El 6 de enero de 2022 fue anunciada como nueva jugadora del CD Plaza Amador, donde disputó la Liga de Fútbol Femenino 2022 quedando subcampeona de dicho torneo.

### Tauro FC
El 8 de marzo de 2023 fue anunciada como jugadora de Tauro FC. Salió campeona del Torneo Apertura 2023 LFF.

## Selección nacional

### Categorías inferiores
Fue convocada por la selección sub-15 de Panamá para el Campeonato Femenino Sub-15 de la Concacaf de 2018. Fue convocada por la selección sub-17 de Panamá para el torneo Uncaf sub-16. Fue convocada por la selección sub-20 de Panamá para disputar el Campeonato Femenino Sub-20 de la Concacaf de 2022 en donde jugó 5 partidos y anotó 1 gol.

### Selección absoluta
Su debut con la selección absoluta de Panamá fue 12 de octubre de 2022 en el empate 1 a 1 contra  Ecuador un partido amistoso en el Estadio Rodrigo Paz Delgado en Ecuador. Disputó los 3 partidos con la selección en la  Copa Mundial Femenina de Fútbol de 2023.

### Goles internacionales
| Goles internacionales | Goles internacionales | Goles internacionales                          | Goles internacionales | Goles internacionales | Goles internacionales | Goles internacionales |
| Num.                  | Fecha                 | Lugar                                          | Rival                 | Gol                   | Resultado             | Competición           |
| --------------------- | --------------------- | ---------------------------------------------- | --------------------- | --------------------- | --------------------- | --------------------- |
| 1                     | 26 de junio de 2023   | Estadio Victoria, Winston Churchill, Gibraltar | Gibraltar             | 0–1                   | 0–7                   | Amistoso              |
| 2                     | 26 de junio de 2023   | Estadio Victoria, Winston Churchill, Gibraltar | Gibraltar             | 0–2                   | 0–7                   | Amistoso              |
| 3                     | 26 de junio de 2023   | Estadio Victoria, Winston Churchill, Gibraltar | Gibraltar             | 0–7                   | 0–7                   | Amistoso              |

## Clubes
| Club              | País   | Año         |
| ----------------- | ------ | ----------- |
| Costa del Este FC | Panamá | 2019 - 2020 |
| Atlético Chiriquí | Panamá | 2021        |
| CD Plaza Amador   | Panamá | 2022        |
| Tauro FC          | Panamá | 2023 - Act. |

## Palmarés

### Títulos nacionales
| Título           | Club     | País   | Año    |
| ---------------- | -------- | ------ | ------ |
| Primera División | Tauro FC | Panamá | 2023-A |

### Distinciones individuales
| Distinción                                                    | Año  |
| ------------------------------------------------------------- | ---- |
| Máxima goleadora de la Copa Interclubes de la Uncaf (4 goles) | 2023 |